# Nogoa River
Der Nogoa River ist ein Fluss im Osten des australischen Bundesstaat Queensland. 

## Geographie

### Flusslauf
Der Fluss entspringt im Westteil der Carnarvon Range (Salvator Rosa Section) und fließt in nordöstliche Richtung. Er unterquert die Dawson Developmental Road bei Mantuan Downs und folgt der Straße bis westlich von Vandyke. Dann biegt er nach Norden ab und fließt in den Lake Maraboon, Queenslands zweitgrößten See. An dessen Nordostende, am Fairbairn-Damm, tritt er wieder aus und durchfließt die Stadt Emerald, wo er den Capricorn Highway und den Gregory Highway unterquert. Rund 25 Kilometer nordöstlich der Stadt wendet der Nogoa River seinen Lauf nach Südwesten und bildet etwa acht Kilometer nördlich der Kleinstadt Comet am Capricorn Highway zusammen mit dem Comet River den Mackenzie River.
Der Lake Maraboon bildete sich, als der Nogoa River durch den Fairbairn Damm, gebaut 1972, aufgestaut wurde. Der Damm zusammen mit einer Reihe von Kanälen versorgt die Emerald Irrigation Area (deutsch: Emerald-Bewässerungsgebiet) mit Wasser.

### Nebenflüsse mit Mündungshöhen
Nebenflüsse des Nogoa River sind:
- Louisa Creek – 435 m
- Yarra Gorge – 420 m
- Gum Creek – 377 m
- Buckland Creek – 326 m
- Claude River – 324 m
- Balmy Creek – 315 m
- Psalmist Creek – 302 m
- Quart Pot Creek – 278 m
- Raymond Creek – 271 m
- Mistake Creek – 266 m
- Sandy Creek – 252 m
- Little Vandyke Creek – 252 m
- Nine Mile Creek – 252 m
- Vandyke Creek – 250 m
- Bimbenang Creek – 244 m
- Separation Creek – 243 m
- Box Creek – 235 m
- Medway Creek – 234 m
- Swallowtail Creek – 223 m
- Spring Creek – 211 m
- Ram Gully – 207 m
- Six Mile Creek – 207 m
- Gindie Creek – 207 m
- Weemah Channel – 207 m
- Kooaroo Creek – 186 m
- St. Helens Creek – 183 m
- Theresa Creek – 166 m
- Crinum Creek – 159 m
- Buggy Creek – 152 m

### Durchflossene Seen und Stauseen
Er durchfließt folgende Seen/Stauseen:
- Pelican Waterhole – 257 m
- Wandoo Lagoon – 222 m
- Lake Maraboon – 207 m

## Überschwemmungen

### 2008
Im Januar 2008 erreichte der Nogoa River Rekordpegelstände. Während der Überschwemmung stieg der Wasserstand im Stausee schnell über 100 %. Innerhalb von einer Woche wurde verursachte der Fluss große Schäden bei Viehzüchtern, Getreidefarmen und den Einwohnern von Emerald, nachdem er über seine Ufer getreten war. Seinen Höchststand von 15,36 m erreichte der Nogoa River in Emerald in der Nacht am 22. Januar 2008 – 2.500 Einwohner der Stadt mussten evakuiert werden. Die beispiellose Flutwelle überschwemmte auch die Ensham Mine. Der Betrieb musste in zwei von sechs Kohlentagebauen eingestellt werden, was die Produktion um mehr als 50 % drosselte und einen riesigen Schürfkübelbagger beschädigte, nachdem er im Wasser gestanden hatte.

### 2010/2011
Während der Überschwemmungen in Queensland 2011 stieg der Nogoa River am 30. Dezember 2010 sogar noch über die bisherige Höchstmarke von 15,36 m. Es wurde ein Höchststand von 16,2 m erwartet. Damit waren 80 % der Stadt Emerald überflutet und 1.200 Einwohner mussten evakuiert werden.